# Manic Hedgehog
Manic Hedgehog Demo Tape es el nombre del quinto demo del grupo de rock británico Radiohead, lanzado en octubre de 1991 en formato casete. El casete fue distribuido en Oxford al precio de £3. Fue el último trabajo con el primer nombre del grupo, On a Friday. Para Drill, la banda cambio a su nombre actual por recomendacion de EMI.
La portada muestra la cabeza de un extraterrestre dibujada con pluma por Thom Yorke de forma distorsionada con la frase Work Sucks.

## Lista de canciones
1. "I Can't"
2. "Nothing Touches Me"
3. "Thinking About You"
4. "Phillipa Chicken"
5. "You"